# Captura recomendada

Captura recomendada es una película argentina del género policial filmada en blanco y negro dirigida por Don Napy sobre su guion escrito en colaboración con Antonio Corma sobre una recopilación periodística de Luis A. Zino que se estrenó el 26 de julio de 1950 y que tuvo como protagonistas a Nathán Pinzón, Walter Reyna y Ricardo Trigo.

## Sinopsis
Tres episodios: el de una banda de jugadores, el de un traficante de drogas y la caza de un asaltante y asesino.

## Reparto
- Julián Bourges ... Carlos Aguirre Moreno
- Pedro Buchardo ... Periodista 1
- Margarita Corona ... Olga  (adicta a la cocaína)
- Elda Dessel	... 	Mujer de Campos
- Lucio Deval	... 	Guardia de Aduana
- Gloria Ferrandiz ... Falsa madre
- Carmen Giménez	... Doña Teresa	(mujer en joyería)
- Carlos Ginés ... Pianista
- Julia Giusti ... Rosa
- José Guisone
- Ricardo Lavié ... Hermano de "El Dandy"
- Onofre Lovero
- Domingo Mania	... 	Dr. Molina (falso médico)
- Marcelle Marcel ... María Raquel Marino "Mara"
- José Maurer
- Andrés Mejuto	...  José Heredia alias Jorge."El Dandy"
- Elsa Miranda ... Cantante
- Horacio O'Connor	... 	Periodista 2
- Jesús Pampín	... 	Vendedor en joyería
- Alberto Peyrou
- Nathán Pinzón ... Kurt, "El relojero"
- Pedro Prevosti
- Walter Reyna
- Eduardo Rudy        ...  Inspector Alfredo Campos
- Luis Héctor San Juan
- Ricardo Trigo ...Antonio "El Negro" Navarro
- Francisco Vázquez
- Leda Zanda	... 	Testigo
- Antonio Caruso

## Comentario
Manrupe y Portela opinaron: "con un elenco de extracción radial y dejando de lado su tono de apología para con la institución, una de las cumbres del cine periodístico policial. Los tres episodios, filmados en exteriores y bien contados, transmiten un verismo cercano a los patrones norteamericanos. El último, incluye una de las mejores cacerías de la década y la “muerte” de Ricardo Trigo es emotiva y cinematográficamente inolvidable".